# Simplicia siamensis
Simplicia siamensis là một loài bướm đêm trong họ Noctuidae.